# Vista de les teulades de París
Vista de les teulades de París (Gezicht op de daken van Parijs en neerlandès) és un quadre del pintor postimpressionista holandès Vincent van Gogh.

## Pintures de 1887
Van Gogh vivia amb el seu germà al barri de Montmartre que, situat en un turó de París, oferia una vista privilegiada de la ciutat, que va pintar en diverses ocasions. Dos dels quadres de la sèrie van ser pintats el 1887. El segon quadre, Vista des de la finestra de Vincent, va ser fet des d'un punt de vista panoràmic semblant al del quadre titulat Vista de les taulades de París, d'aquest article.

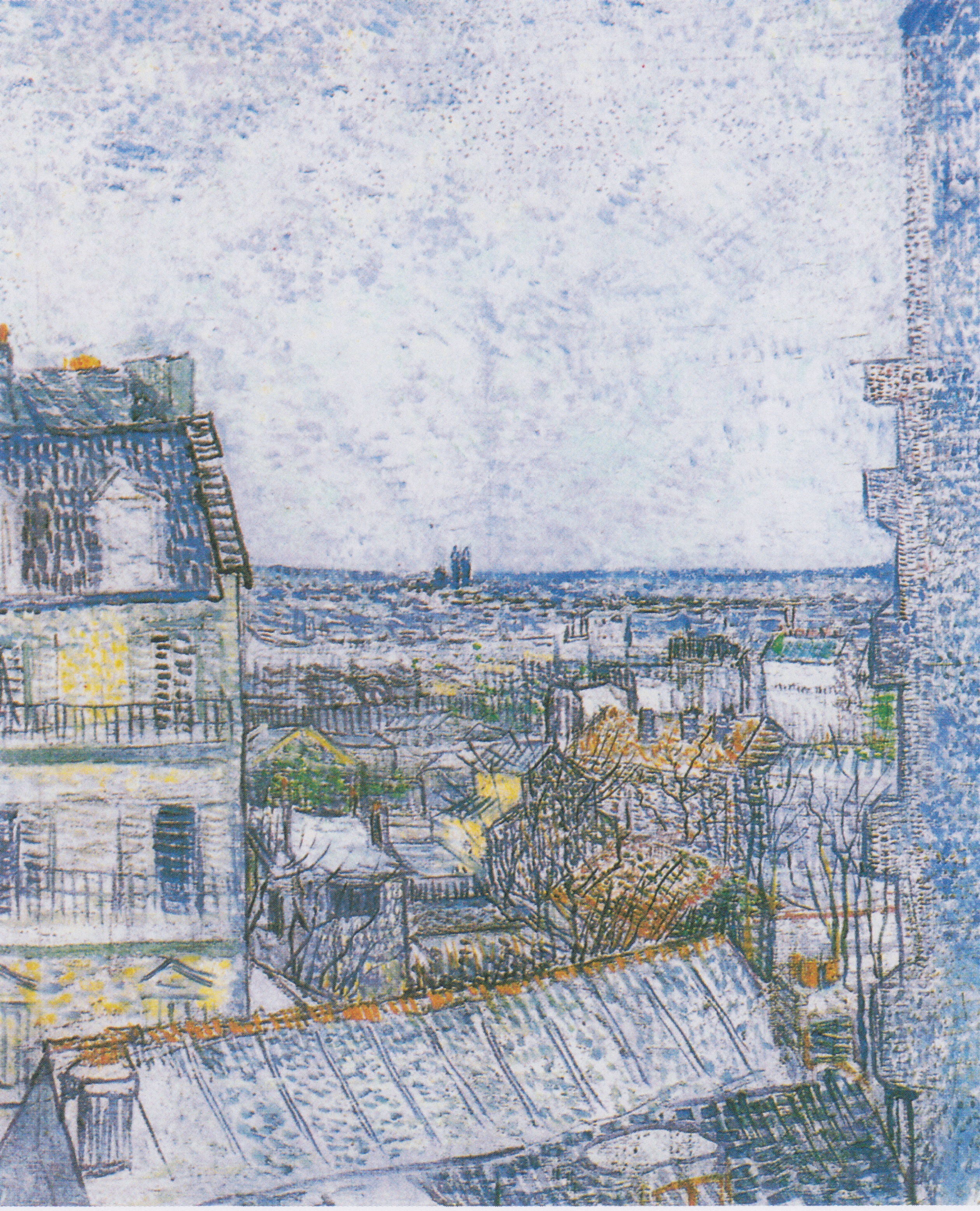
Vista des de la finestra de Vincent 1887 Col·lecció privada (F341a)

## Quadre de 1886
Un any abans, Van Gogh havia pintat un quadre de les vistes des de la finestra, titulat Teulades de París o Vista de les teulades i de les parts posteriors de les cases. El pintor havia descobert l'impressionisme poc després d'arribar a París, però va trigar un temps a assimilar-ne la tècnica en el seu treball. Aquesta primera pintura de les vistes des de la finestra mostra els colors foscos amb què estava acostumat a pintar, marrons i grisos suaus per a les taulades i les cases. Aquí Van Gogh sembla centrar-se en les degradacions dels colors de les teulades i les cases.

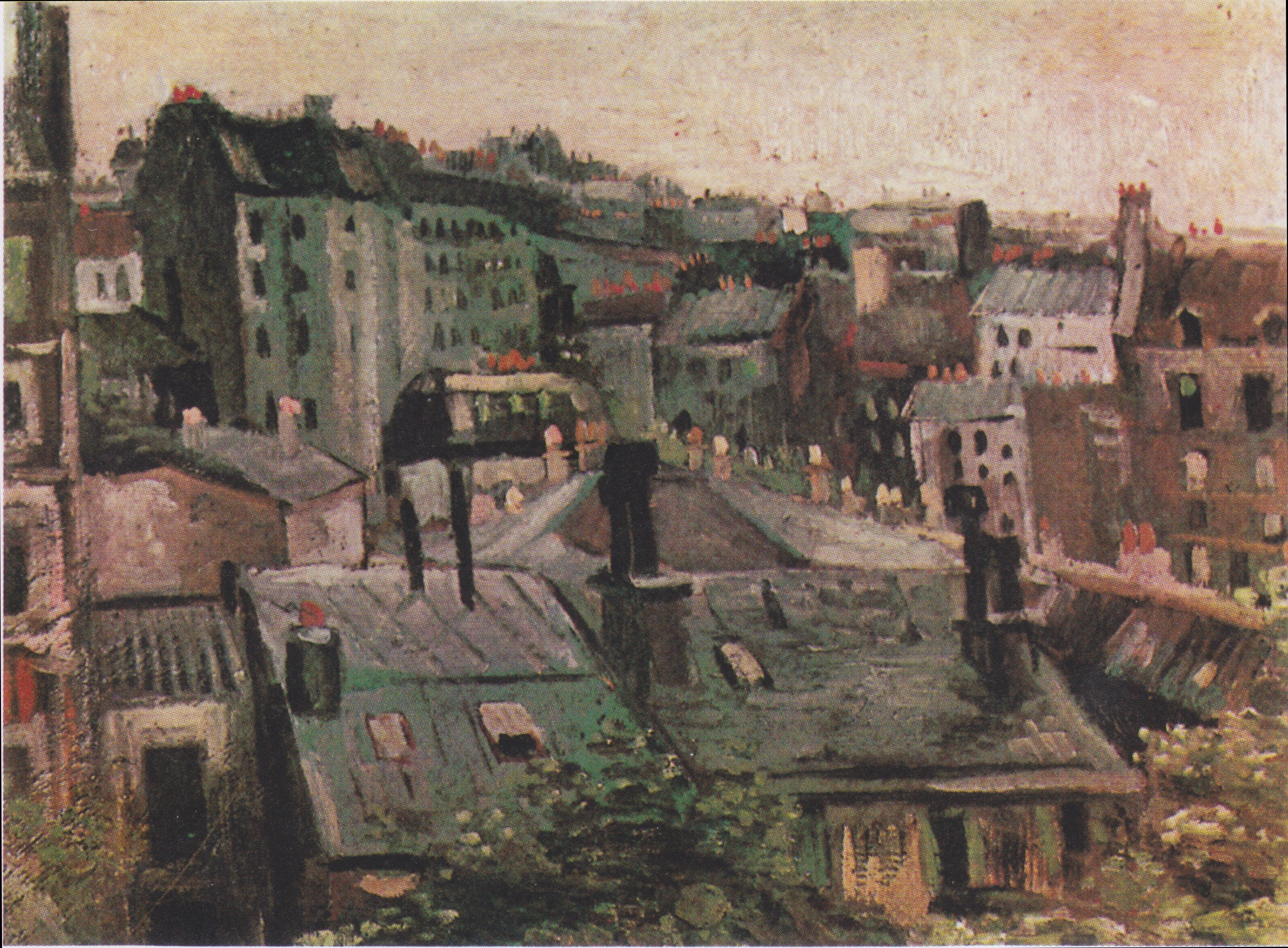
Teulades de París 1886 Museu Van Gogh, Àmsterdam (F231)